# Grand Prix FINA de plongeon 2015
Navigation
Édition 2014 Édition 2016
L'édition 2015 du Grand Prix FINA de plongeon, se dispute durant les mois de février à novembre et comporte neuf étapes.

## Les étapes
| Date                       | Lieu         |
| -------------------------- | ------------ |
| 20 au 22 février           | Rostock      |
| 2 au 5 avril               | León         |
| 9 au 12 avril              | Gatineau     |
| 16 au 19 avril             | San Juan     |
| 26 au 28 juin              | Madrid       |
| 3 au 5 juillet             | Bolzano      |
| 16 au 18 octobre           | Singapour    |
| 23 au 25 octobre           | Kuala Lumpur |
| 29 octobre au 1er novembre | Gold Coast   |

## Vainqueurs par épreuve
| Étapes       | Hommes       | Hommes             | Hommes                                      | Hommes                                  |                   | Femmes           | Femmes                   | Femmes                                  | Femmes |
| Étapes       | Tremplin 3 m | Haut vol 10 m      | Synchro 3 m                                 | Synchro 10 m                            | Tremplin 3 m      | Haut vol 10 m    | Synchro 3 m              | Synchro 10 m                            |        |
| Rostock      | Jahir Ocampo | Sascha Klein       | Ukraine Oleksandr Gorshkovozov Illya Kvasha | Allemagne Patrick Hausding Sascha Klein | Qu Lin            | Meaghan Benfeito | Chine Qu Lin Wu Chunting | Canada Meaghan Benfeito Roseline Filion |        |
| León         | Jahir Ocampo | Jonathan Ruvalcaba | Jonathan Ruvalcaba Carlos Moreno            | Chine Anqi Wang Bowen Huang             | Chine Wu Chunting | Chine Siyu Ji    | Chine Qu Lin Wu Chunting | Gabriela Agundez Karla Rivas            |        |
| Gatineau     | Jahir Ocampo | Diego Balleza      | Vincent Riendeau Phillipe Gagne             | François Imbeau-Dulac Phillipe Gagne    | Chine Wu Chunting |                  | Chine Qu Lin Wu Chunting | Chine Yaying Ding Siyu Ji               |        |
| San Juan     |              |                    |                                             |                                         |                   |                  |                          |                                         |        |
| Madrid       |              |                    |                                             |                                         |                   |                  |                          |                                         |        |
| Bolzano      |              |                    |                                             |                                         |                   |                  |                          |                                         |        |
| Singapour    |              |                    |                                             |                                         |                   |                  |                          |                                         |        |
| Kuala Lumpur |              |                    |                                             |                                         |                   |                  |                          |                                         |        |
| Gold Coast   |              |                    |                                             |                                         |                   |                  |                          |                                         |        |